# Tetraleurodes granulata
Tetraleurodes granulata là một loài côn trùng cánh nửa trong họ Aleyrodidae, phân họ Aleyrodinae.
Tetraleurodes granulata được Bink-Moenen miêu tả khoa học đầu tiên năm 1983.